# Noyer cendré
Juglans cinerea
Pour les articles homonymes, voir Noyer (homonymie).
Espèce
Classification phylogénétique
Répartition géographique
Statut de conservation UICN

 EN A2e+3e+4e : En danger
Le noyer cendré (Juglans cinerea L.), connu également sous le nom de noyer blanc ou de noyer à beurre, est une espèce de noyer de la famille des Juglandaceae. Elle est originaire de l'est d'Amérique du Nord. Elle s'étend ainsi depuis le sud du Québec jusqu'au nord de l'Alabama et du Minnesota à l'Arkansas aux États-Unis.

## Description
C'est un arbre à feuilles caduques et à l'écorce gris clair qui peut mesurer jusqu'à 25 m de haut (voire 30 m occasionnellement) et dont le diamètre du tronc peut atteindre les 40-80 cm. Les feuilles imparipennées de 40 à 70 cm de long, sont composées de 11 à 17 folioles, chaque foliole mesurant de 5 à 10 cm de long et de 3 à 5 cm de large. Le feuillage est duveteux et apparaît plus lumineux et davantage jaune-vert que celui des autres arbres. Ses rameaux sont robustes, jaune-orangé et pubescents. Les fleurs mâles sont des chatons de couleur jaune-vert qui apparaissent au printemps, en même temps que les nouvelles feuilles; les fleurs femelles sont petites, rouge-rosé et géminées. Le fruit du noyer cendré s'appelle la noix et se présente sous la forme d'une grappe de 1 à 6 noix, longues de 3-6 cm et larges de 2-4 cm. Elles sont entourées d'une enveloppe verte jusqu'à leur maturité, à la moitié de l'automne. Le noyer cendré préfère les sols riches, humides et bien drainés, souvent en bordure de cours d’eau. C'est une essence de lumière . Le noyer cendré pousse rapidement, mais a une espérance de vie relativement courte, puisqu'il dépasse rarement les 80 ans (en général entre 60 et 70 ans).

## Utilisation
Les noix sont généralement utilisées pour la cuisson et la fabrication de bonbons ou de pâtisseries du fait de leur texture grasse et de leur saveur. Leur enveloppe est également utilisée pour la confection d'une teinture jaunâtre.
Le bois du noyer cendré est léger et facilement polissable et est apprécié en ébénisterie. Il est très résistant à la moisissure et plus doux que le bois de noyer noir. Verni, le grain du bois est en règle générale plus lumineux. On l'utilise le plus souvent pour la confection de meubles et la sculpture sur bois.

## Maladie

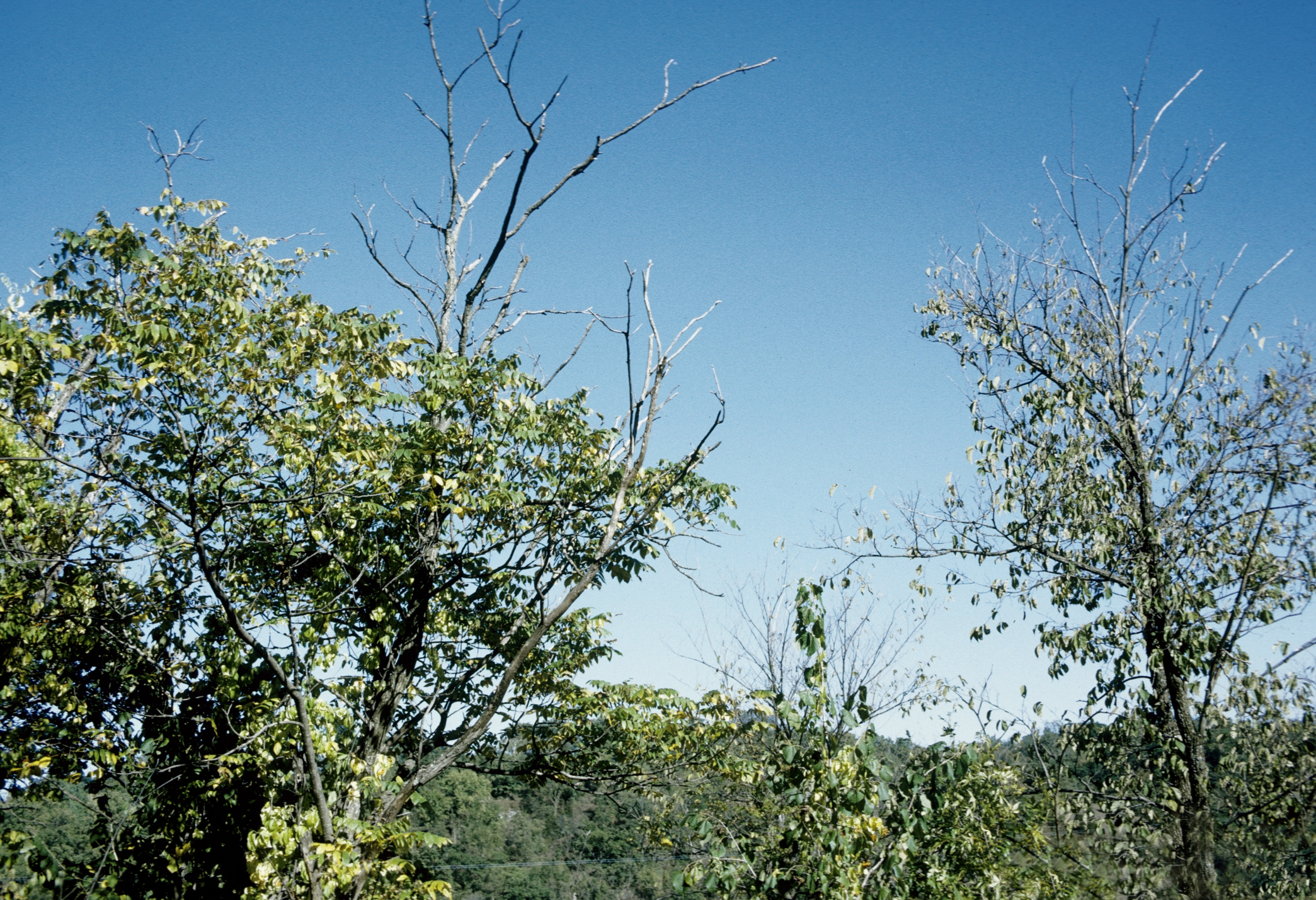
Arbres tués par le chancre du noyer cendré.

Le noyer cendré est sérieusement menacé par un chancre issu du mycète Ophiognomonia clavigignenti-juglandacearum
. La maladie a été signalée pour la première fois en 1967 aux États-Unis et en 1990 au Québec. Dans certaines zones, 90 % des noyers cendrés ont été exterminés. Par contre, il semblerait que certains arbres isolés pourraient développer une résistance génétique au chancre, bien que cette protection ne soit pas complète du fait du grand nombre de vecteurs de propagation.

## Statut de conservation
Selon la dernière évaluation du Comité sur la situation des espèces en péril au Canada (COSEPAC), le noyer cendré est une espèce en voie de disparition.
Le noyer cendré est une espèce en danger d'extinction selon l'union internationale pour la conservation de la nature.

## Galerie

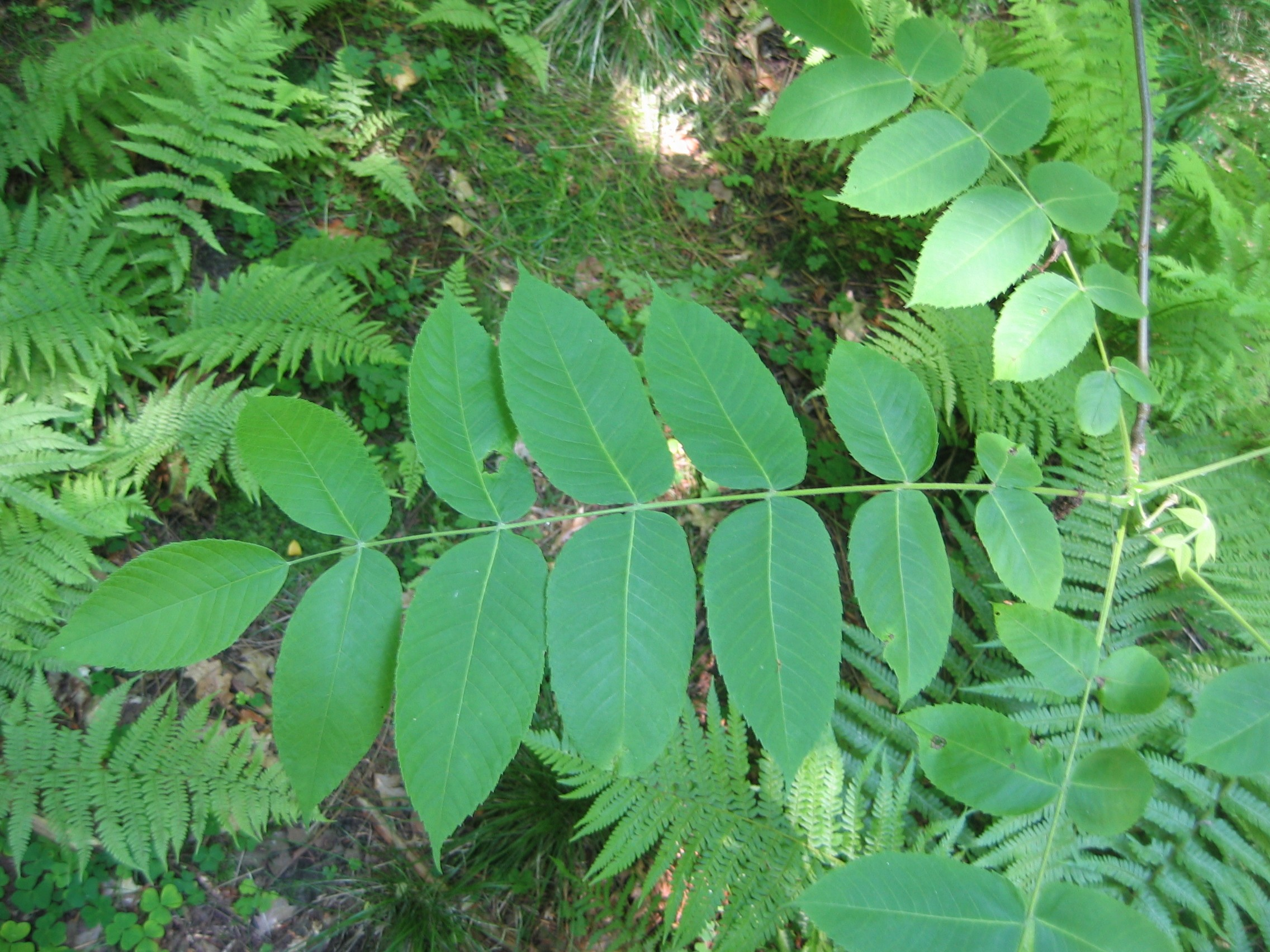
Feuilles de Juglans cinerea
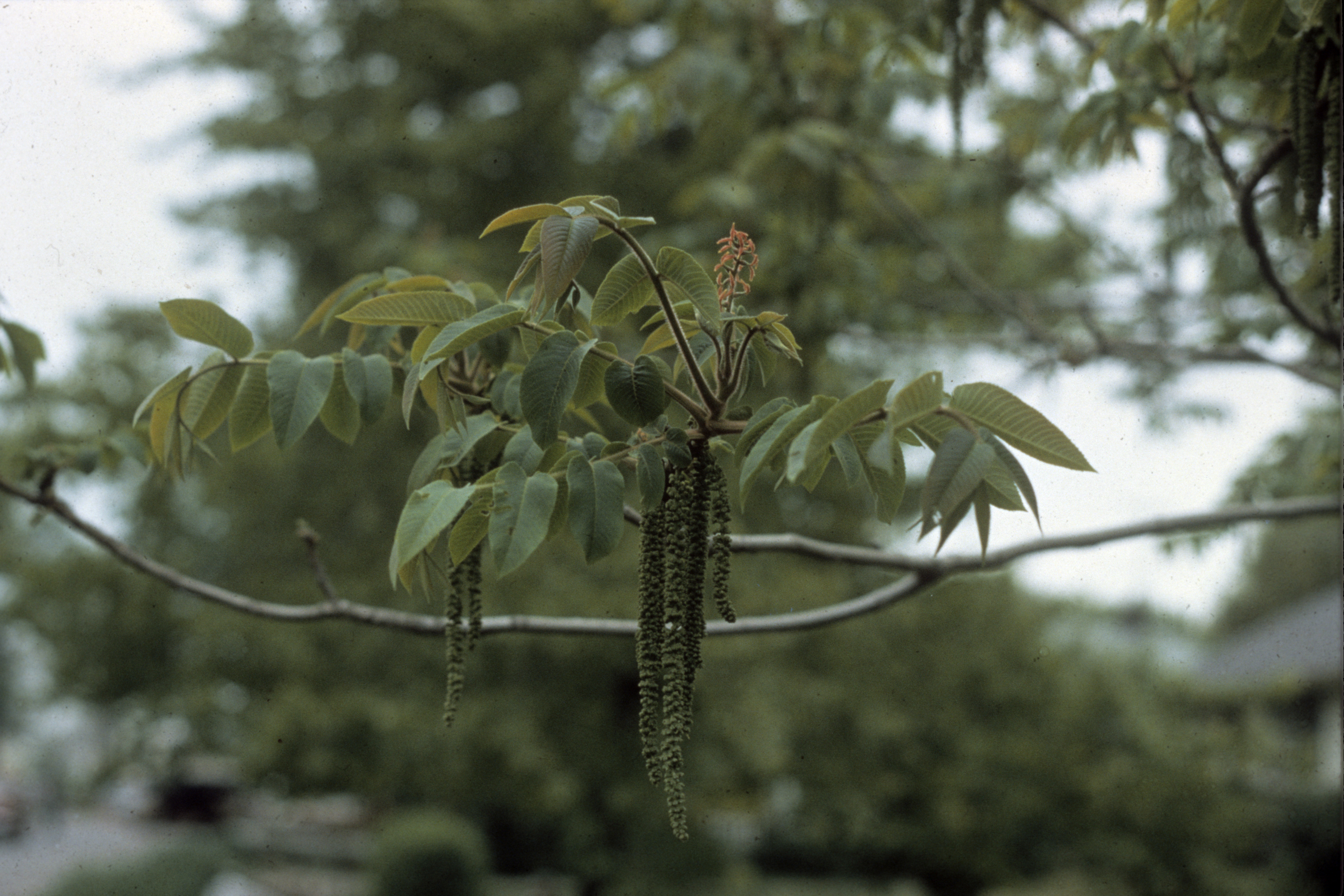
Fleurs de Juglans cinerea
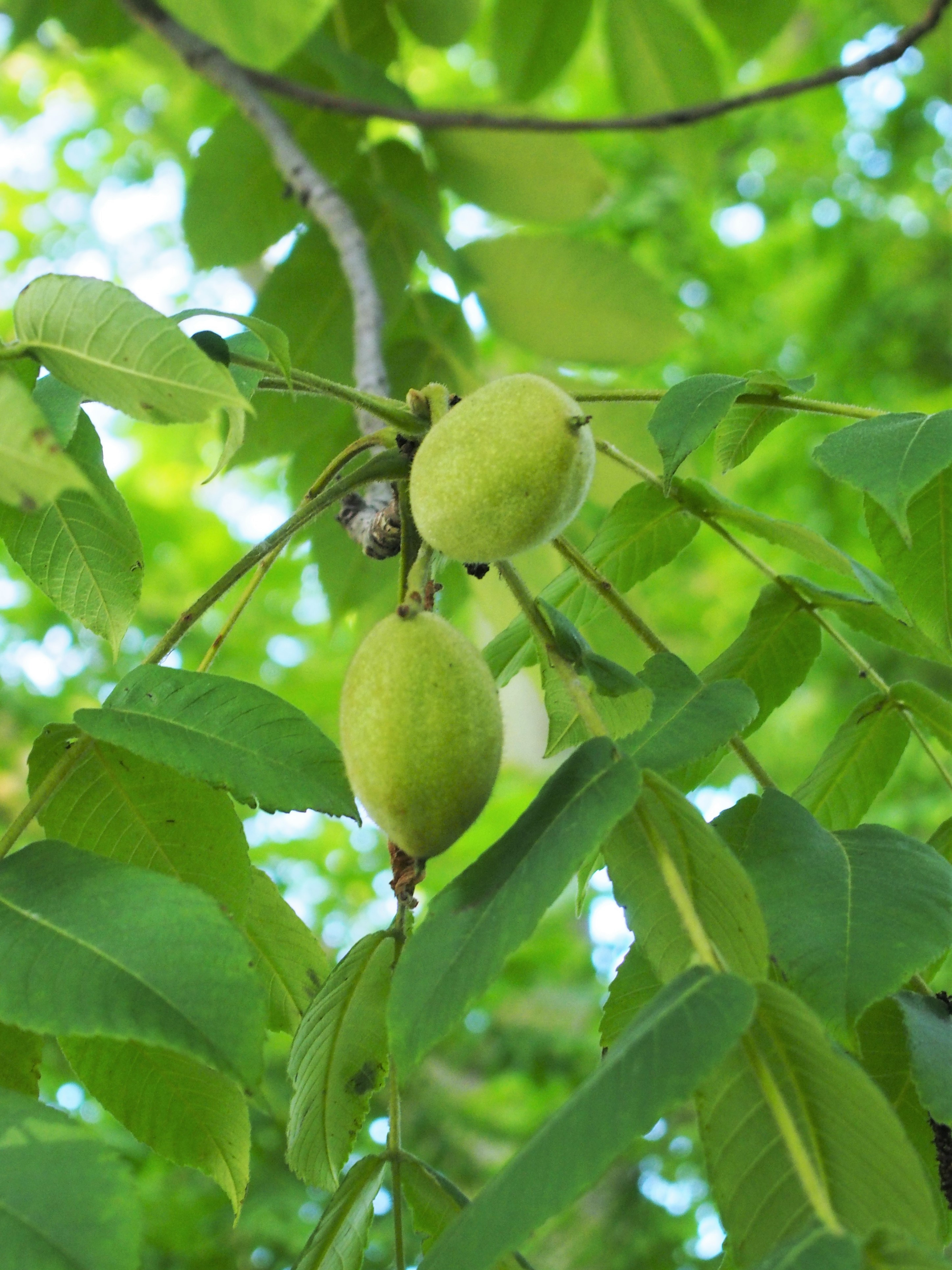
Fruits de Juglans cinerea
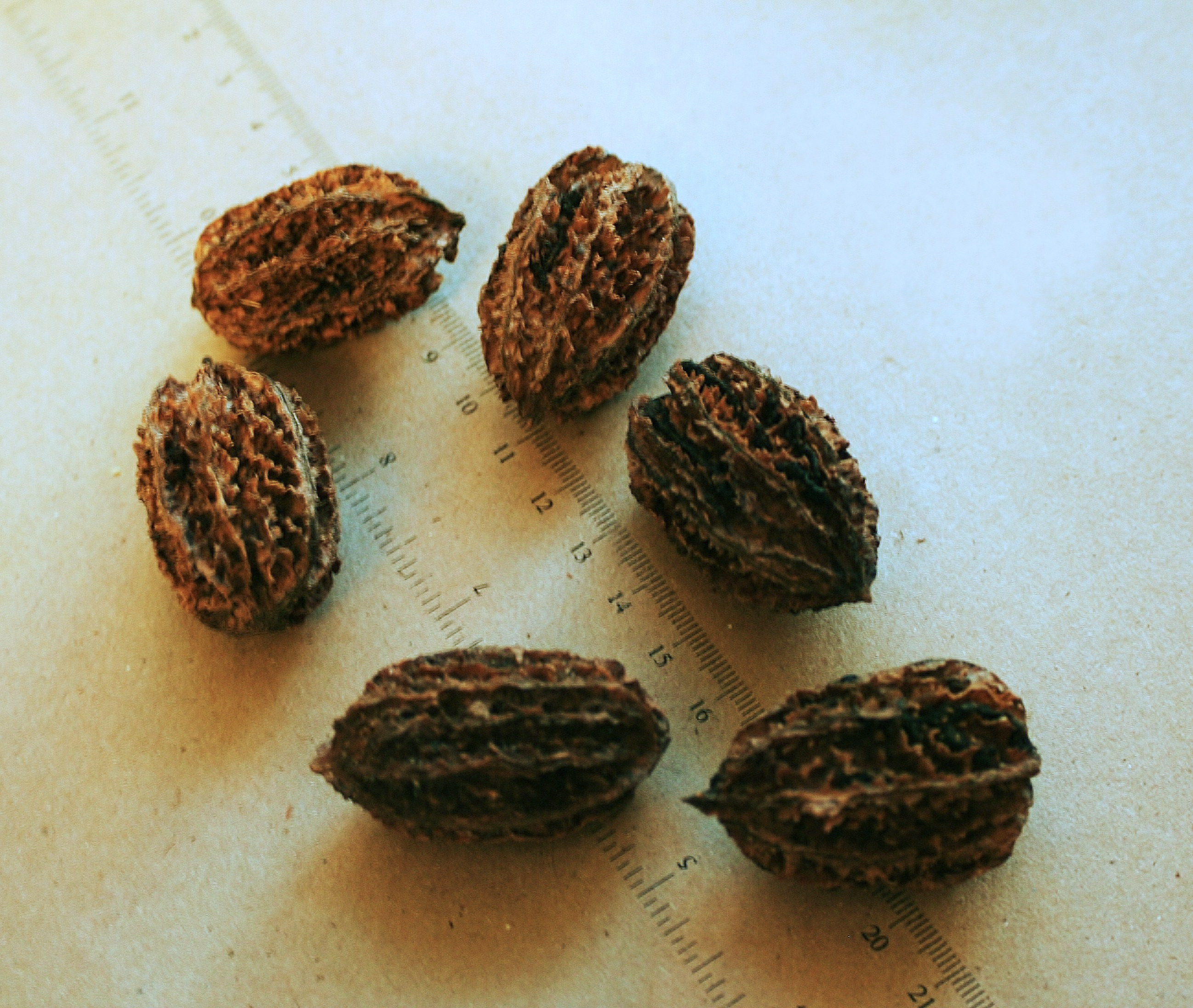
Noix de Juglans cinerea (sans le brou)
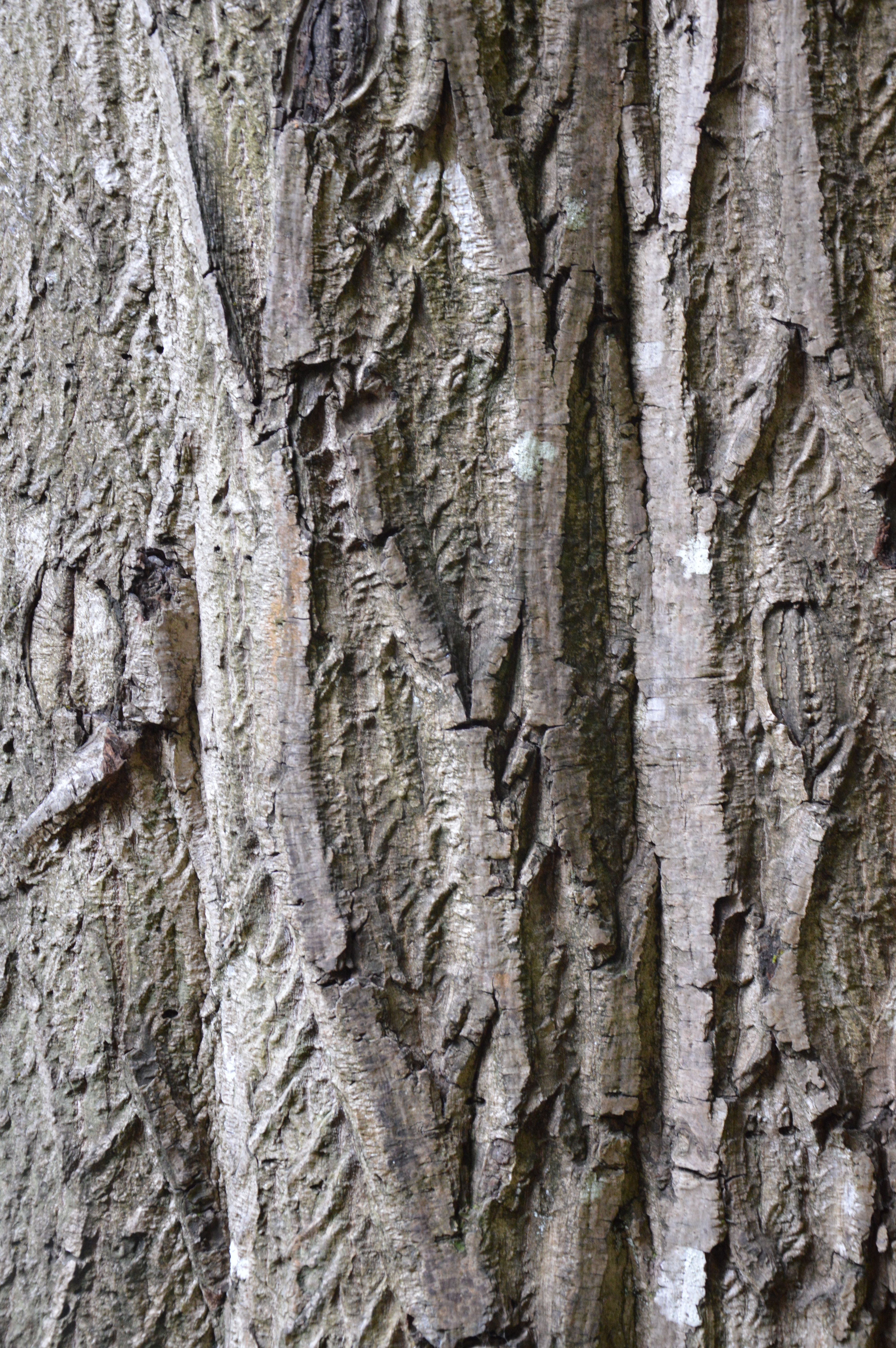
Tronc de Juglans cinerea